# Corporación Muelles de Uraga
La Corporación Muelles de Uraga (浦賀船渠株式会社, Uraga Senkyo Kabushikikaisha) fue un gran astillero privado sito en Uraga, Japón, que construyó numerosos buques para la Armada Imperial Japonesa.

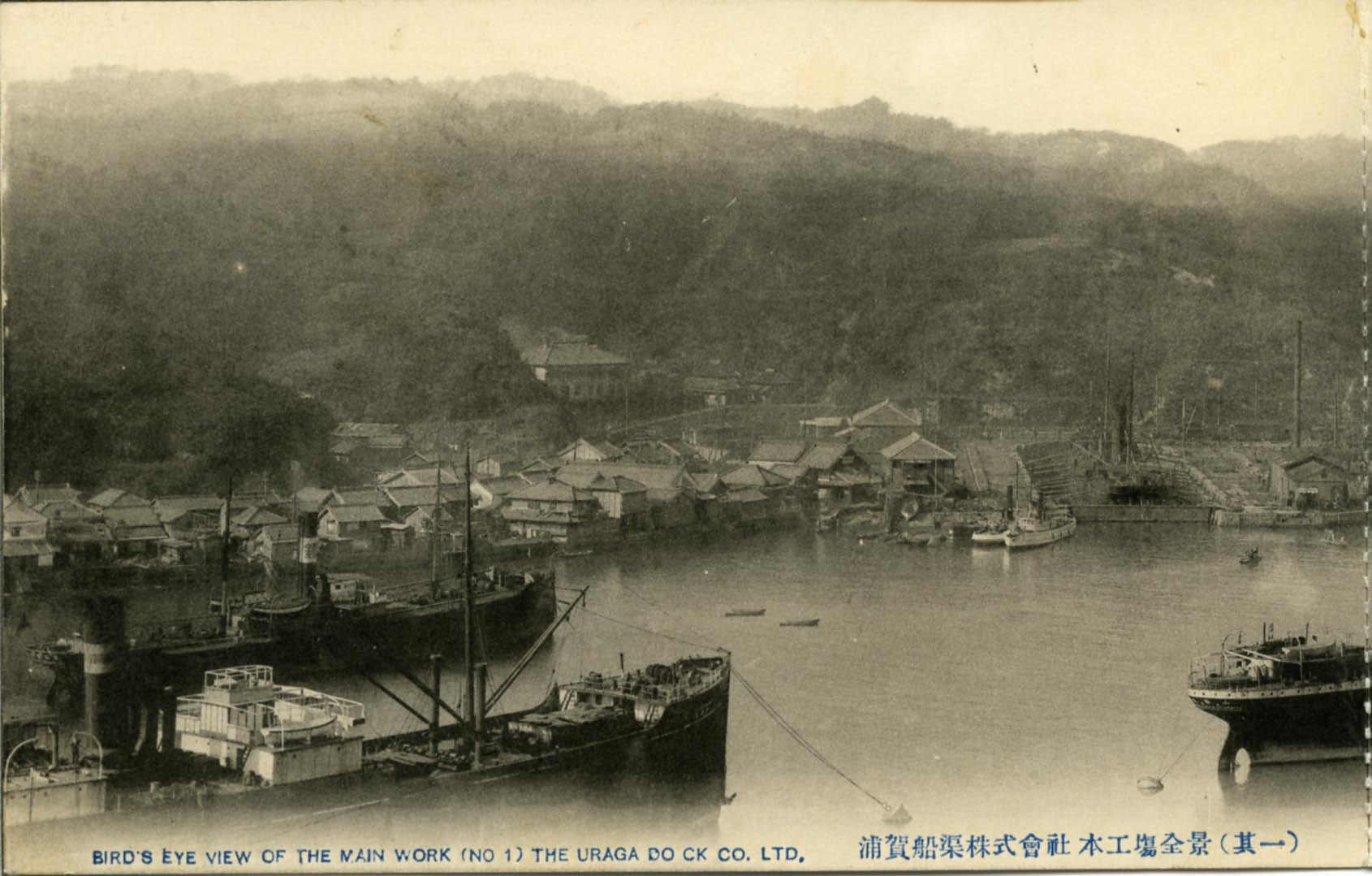
Postal de 1910 de la Corporación Muelles de Uraga

## Historia
La historia de la construcción de buques en Uraga se remonta al año 1854. Cuando el buque insignia del comodoro Perry ancló en Uraga dicho año, uno de los oficiales del shogunato Tokugawa que subió a bordo, Nakajima Saburōsuke, que era un cualificado constructor de barcos, estudió atentamente el interior del buque, y de sus observaciones dedujo los detalles de su diseño y construcción. Tras la partida de Perry de vuelta a los Estados Unidos, el gobierno encargó a Nakajima que iniciara la construcción de una fragata, que sería bautizada como Hōō maru. Participó más tarde en la reparación del buque de construcción holandesa Kanrin maru, y, en 1859, construyó el primer dique seco de Japón. En 1869 Enomoto Takeaki fundó la Corporación Muelles de Uraga. Sin embargo, a instancias de Oguri Kozukenosuke, el gobierno Tokugawa decidió construir su primera fundición en la cercana Yokosuka, a la que le siguieron el astillero y el arsenal, y las instalaciones de Uraga quebraron en 1876.
Nakajima murió durante la guerra Boshin combatiendo a favor de los Tokugawa. Tras el establecimiento del gobierno Meiji, sus antiguos socios Enomoto Takeaki y Arai Ikunosuke lograron importantes posiciones en la nueva administración y apoyaron la creación de un astillero moderno sobre las bases que había establecido Nakajima. Las nuevas instalaciones se inauguraron en 1897. Casi inmediatamente sufrieron una grave crisis cuando, al año siguiente, la compañía Ishikawajima Harima, con sede en Tokio, construyó unas instalaciones para competir con ellos y recurrió al dumping con el objetivo de hundirlos. La guerra comercial afectó negativamente a ambas empresas hasta que, finalmente, Muelles de Uraga compró a su rival la filial que tenía en Uraga, lo cual puso fin al enfrentamiento.
En 1906, Muelles de Uraga botó su primer destructor para la Armada Imperial Japonesa, el Nagatsuki. Para el año 1919, la Corporación Muelles de Uraga era considerada uno de los mayores y mejor equipados astilleros privados del mundo. Se establecieron filiales en Yokkaichi, Mie y en Tsingtao. Los astilleros de Uraga construyeron más de 1000 navíos, incluyendo transbordadores, buques de pasajeros, buques escuela y buques de guerra de diversos tamaños. También construyó numerosos barcos para el mercado de exportación.
La Corporación Muelles de Uraga fue adquirida por el grupo Sumitomo en 1969. Fue considerablemente modernizada en varias ocasiones, pero la creciente presión competitiva de armadores extranjeros hizo que finalmente, Sumitomo la clausurara el año 2003.